# Jalal Tachtach
Jalal Tachtach (en arabe : جلال طاشطاش), né le 3 juillet 1994 à Marrakech (Maroc), est un footballeur marocain évoluant au poste de milieu défensif au HUS Agadir.

## Biographie
Natif de Marrakech, il commence le football, au Kawkab de Marrakech, club de sa ville natale évoluant en Botola Pro. En juin 2016, il s'engage pour une saison à l'AS Salé en D2 marocaine, et ensuite au Club Jeunesse Ben Guerir.
Le 22 juillet 2019, il s'engage pour trois saisons à l'OC Khouribga en Botola Pro. Le 14 septembre, il dispute son premier match en tant que titulaire contre l'OC Safi (match nul, 1-1). Le 23 février, lors de cette même saison, il inscrit son premier but contre le HUS Agadir (victoire, 1-2). Descendu en D2 pour la saison 2020-2021, il finit par remporter le championnat de la D2 avec l'OC Khouribga pour remonter en Botola Pro en disputant sa troisième saison avec le club.
Le 5 août 2022, il signe au HUS Agadir et dispute son premier match en tant que titulaire, sept jours plus tard, contre la RS Berkane (victoire, 0-1),. Le 20 juin 2023, il inscrit son premier but contre le MAS de Fès (victoire, 3-0). En fin de saison 2023-2024, il prolonge son contrat de deux saisons supplémentaire au HUS Agadir,.

## Palmarès
OC Khouribga
- Botola Pro2 :
  - Champion : 2021.